# (13777) Cielobuio
(13777) Cielobuio (1998 UV6) – planetoida z grupy pasa głównego asteroid okrążająca Słońce w ciągu 5,06 lat w średniej odległości 2,95 j.a. Odkryta 20 października 1998 roku.